# ساسوفراتو
ساسوفراتو (به ایتالیایی: Sassoferrato) یک کومونه در ایتالیا است که در استان آنکونا واقع شده‌است.

## خصوصیات
ساسوفراتو ۱۳۵٫۲۴ کیلومترمربع مساحت و ۷٬۷۴۶ نفر جمعیت دارد و ۳۸۶ متر بالاتر از سطح دریا واقع شده‌است.